# Torngat Mountains
Circonscription électorale provinciale du Canada
Torngat Mountains est une circonscription électorale provinciale de la Chambre d'assemblée de la province canadienne de Terre-Neuve-et-Labrador.

## Liste des députés
| Torngat Mountains |                      |                           |                |             |
| Député            | Député               | Parti                     | Mandat         | Législature |
|                   | Garfield Warren      | Libéral                   | 1979 - 1982    | 38e         |
|                   | Garfield Warren      | Libéral                   | 1982 - 1985    | 39e         |
|                   | Garfield Warren      | Progressiste-conservateur | 1985 - 1989    | 40e         |
|                   | Garfield Warren      | Progressiste-conservateur | 1989 - 1993    | 41e         |
|                   | William Andersen III | Libéral                   | 1993 - 1996    | 42e         |
|                   | Wally Andersen (en)  | Libéral                   | 1996 - 1999    | 43e         |
|                   | Wally Andersen (en)  | Libéral                   | 1999 - 2003    | 44e         |
|                   | Wally Andersen (en)  | Libéral                   | 2003 - 2007    | 45e         |
|                   | Patty Pottle (en)    | Progressiste-conservateur | 2007 - 2011    | 46e         |
|                   | Randy Edmunds        | Libéral                   | 2011 - 2015    | 47e         |
|                   | Randy Edmunds        | Libéral                   | 2015 - 2019    | 48e         |
|                   | Lela Evans (en)      | Progressiste-conservateur | 2019 - 2021    | 49e         |
|                   | Lela Evans (en)      | Progressiste-conservateur | 2021           | 50e         |
|                   | Lela Evans (en)      | Indépendante              | 2021 - 2022    | 50e         |
|                   | Lela Evans (en)      | Néo-démocrate             | 2022 - 2024    | 50e         |
|                   | Lela Evans (en)      | Progressiste-conservateur | 2024 - présent | 50e         |